# Глубокая (приток Сысерти)
Глубокая — река в Сысертском муниципальном округе Свердловской области, приток Сысерти. Впадает в Сысерть 43 км от её устья по правому берегу. Длина реки 13 км, водосборная площадь 89,9 км². Протекает по территории природного парка Бажовские места. Истоки юго-западнее горы Гладкая. От истока течёт преимущественно на север, по лесной болотистой местности. Устье на восточной окраине посёлка Верхняя Сысерть.

## Данные водного реестра
По данным государственного водного реестра России река Сысерть относится к Иртышскому бассейновому округу, речной бассейн — Иртыш, речной подбассейн — Тобол (российская часть бассейна), водохозяйственный участок — Исеть от города Екатеринбурга до впадения реки Течи. Код водного объекта — 14010500612111200002836.